# غاريقون ملتوي
غاريقون ملتوي (الاسم العلمي: Agaricus tortilis ) هو نوع الفطريات يتبع جنس الغاريقون من الفصيلة الغاريقونية.